# Syncom–1
A Syncom–1 a tervek szerint geostacionárius pályára állítandó, első amerikai távközlési műhold.

## Küldetés
Televíziós átjátszójával, széles sávú csatornájával különféle kommunikációs tesztek végzése szárazföldi, repülőgépen illetve az amerikai haditengerészet hajóin elhelyezett adó- és vevőállomásokkal történő kommunikálás, adatátvitel.

## Jellemzői
1963. február 14-én a Cape Canaveral rakétakilövő bázisról, egy Thor Delta B típusú hordozórakétával juttatták Föld körüli, geoszinkron pályára. Több manővert hajtott végre (hidrogén-peroxid és két nitrogén segédfúvóka alkalmazásával), hogy pályája megfelelő magasságú és a Földdel megegyező sebességű legyen, de ez nem sikerült, pozícióját nem tudta elérni, mert 5 órával indítás után technikai okok miatt megszakadt vele a kapcsolat. Távcsöves megfigyeléssel határozták meg pályaelemeit. Az orbitális egység keringési pályája 1425,5 perc, 33,3 fok hajlásszögű, elliptikus pálya perigeuma 34 392 kilométer, az apogeuma 36 739 kilométer volt.

### Syncom műhold
A műhold tömege 68 kilogramm volt. Hasznos tömege 39 kilogramm. Formája henger, amit 3 840 szilícium-napelem lapocska takart, biztosítva a működéshez szükséges energiát. Méretei: átmérője 71 centiméter, magassága 39 centiméter. A nikkel-kadmium akkumulátorok 29 watt energiát biztosítottak, amit a 3 840 szilícium-napelem lapocska segítségével folyamatosan feltöltöttek, hogy Föld árnyékában is működőképes legyen.

## Külső hivatkozások
- Syncom–1. nasa.gov. (Hozzáférés: 2012. december 4.)

| Elődje: Kezdet | Syncom 1963–1964 | Utódja: Syncom–2 |